# Tình cảnh giai cấp công nhân Anh
Tình cảnh giai cấp công nhân Anh (tiếng Đức: 'Die Lage der arbeitenden Klasse in England, tiếng Anh: The condition of Working Class in England) là một trong những tác phẩm nổi tiếng nhất trong thời kỳ hoạt động đầu của nhà triết học, nhà cách mạng người Đức Friedrich Engels. Tác phẩm này gồm 2 phiên bản: tiếng Đức và tiếng Anh. 

## Bối cảnh
Tác phẩm ra đời sau khi Friedrich Engels (khi đó 24 tuổi) dành 21 tháng thăm Anh quốc vào năm 1843, đúc kết bằng vốn liếng từ các chuyến đi trước đó của ông tới Anh kết hợp với sự quan sát tình cảnh của tầng lớp lao động ở quê hương Barmen. Trong dịp này, Engels đã đến thăm các "thị trấn công nghiệp" như Nottingham, Birmingham, Glasgow, Leeds, Bradford và Huddersfield; các thành phố lớn hơn với các khu dành riêng cho người lao động như London (St. Giles), Manchester và Liverpool; và các thành phố Salford, Stalybridge, Ashton-under-Lyne, Stockport và Bolton. 
Ich habe lange genug unter euch gelebt, um einiges von euren Lebensumständen zu wissen; ich habe ihrer Kenntnis meine ernsteste Aufmerksamkeit gewidmet; ich habe die verschiedenen offiziellen und nichtoffiziellen Dokumente studiert, soweit ich die Möglichkeit hatte, sie mir zu beschaffen – ich habe mich damit nicht begnügt, mir war es um mehr zu tun als um die nur abstrakte Kenntnis meines Gegenstandes, ich wollte euch in euren Behausungen sehen, euch in eurem täglichen Leben beobachten, mit euch plaudern über eure Lebensbedingungen und Schmerzen, Zeuge sein eurer Kämpfe gegen die soziale und politische Macht eurer Unterdrücker.— Engels, tr. 229

## Nội dung
Tình cảnh giai cấp công nhân Anh đã miêu tả một cách chân thực và sâu sắc cuộc sống khốn khó của giai cấp công nhân ở Anh. Và đó cũng là hình ảnh chung của giai cấp công nhân trên toàn thế giới trong thời đại của Engels. Từ những điều mắt thấy tai nghe được viết vào tác phẩm, Engels đã có một nhận định quan trọng trong sự nghiệp của mình: Giai cấp công nhân không chỉ là những con người cùng cực nhất trong xã hội tư bản mà còn mang sứ mệnh tự giải phóng cho giai cấp mình cũng như dẹp bỏ xiềng xích cho nhân loại.

## Ý nghĩa
Tình cảnh giai cấp công nhân Anh là một trong những tác phẩm quan trọng nhất của Engels, đặc biệt là trong thời kỳ hoạt động đầu của ông. Tác phẩm đã thể hiện tư tưởng sáng suốt của con người này. Tư tưởng đó cũng phù hợp với tư tưởng mà người bạn của ông, Karl Marx, đề ra và cả quy luật của lịch sử. Từ đó, hai ông đã thúc đẩy phong trào công nhân phát triển mạnh mẽ.